# Dorfkirche Zitzschen

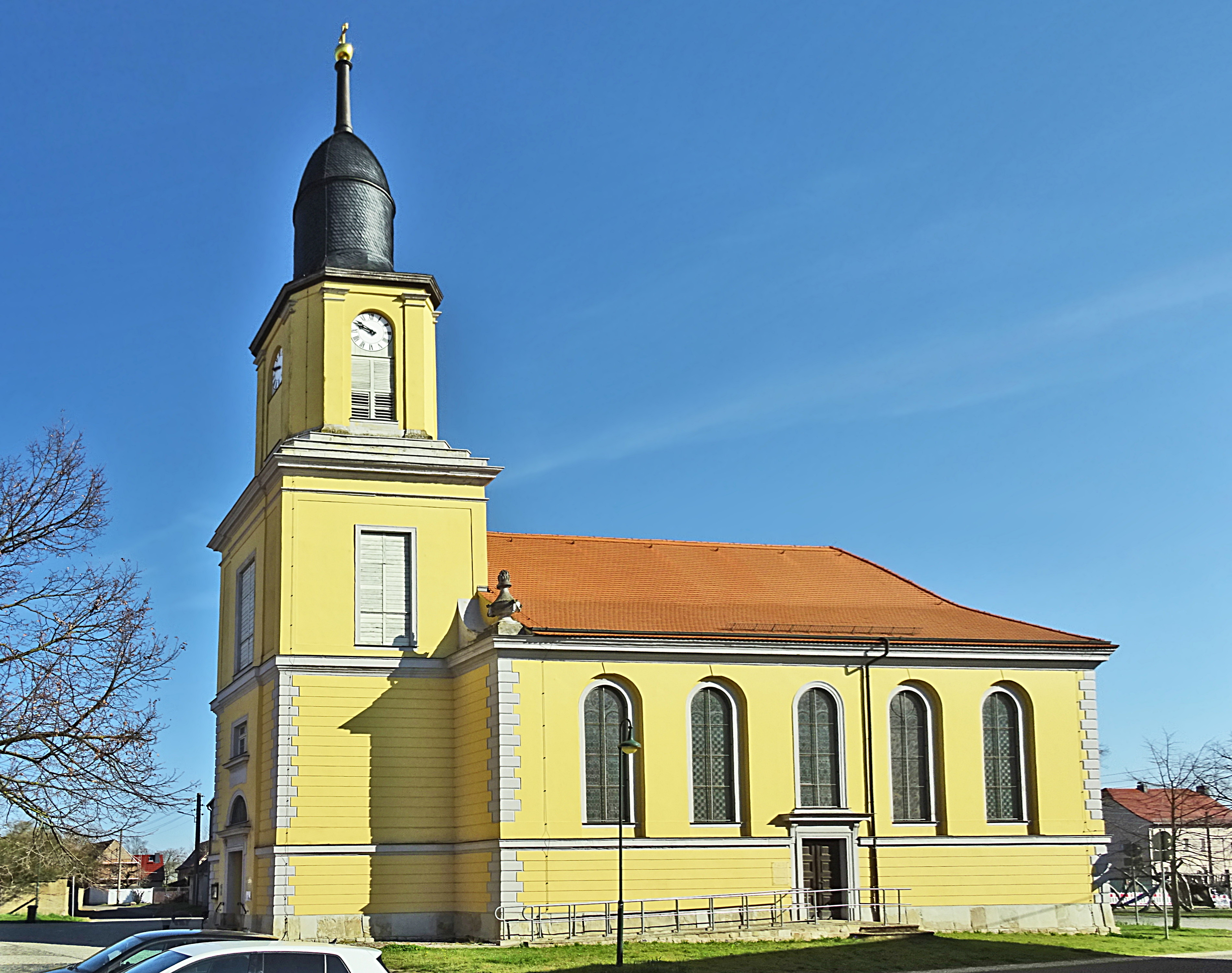
Kirche in Zitzschen (2025)

Die evangelische Dorfkirche Zitzschen ist eine klassizistische Saalkirche im Zwenkauer Ortsteil Zitzschen im Landkreis Leipzig in Sachsen. Sie gehört zur Kirchengemeinde Zitzschen im Pfarrbereich Kitzen-Schkeitbar des Kirchenkreises Merseburg der Evangelischen Kirche in Mitteldeutschland und enthält eine wertvolle Orgel von Johann Gottlob Trampeli. Die Kirche samt Orgel steht unter Denkmalschutz.

## Geschichte

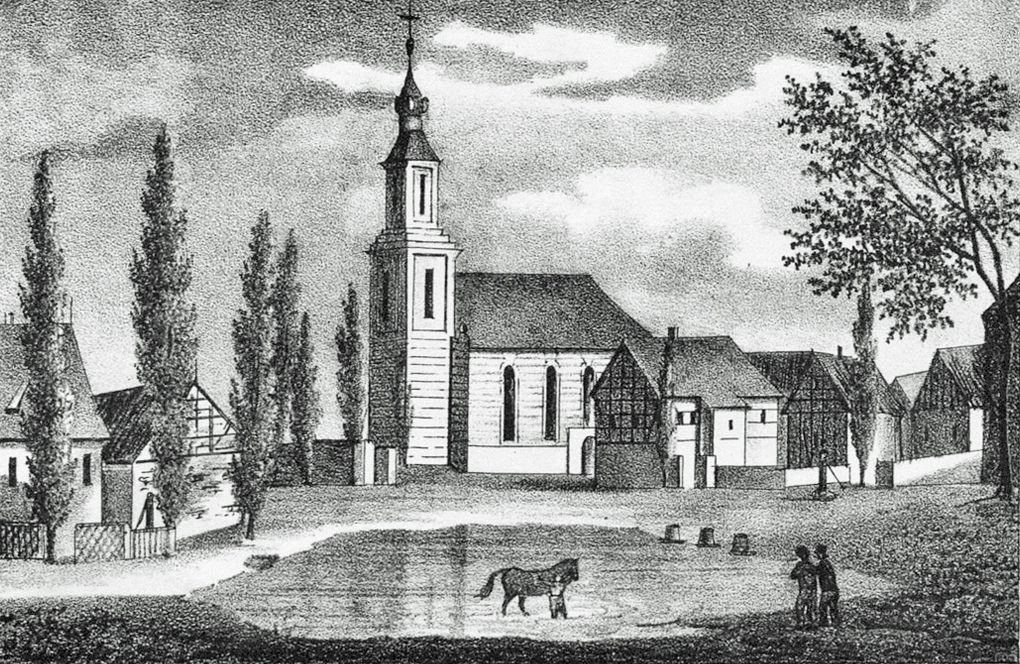
Die Kirche um 1840

Der früheste Beleg einer Zitzschener Kirche stammt aus dem Jahr 1428. Diese stand aber noch nicht an der heutigen Stelle, sondern dezentraler auf dem alten Friedhof am Schkorlopper Weg. Über ihr Aussehen ist wenig bekannt. Kirchenrechnungen belegen das Vorhandensein einer Uhr, einer Orgel und dreier Glocken. Gegen Ende des 18. Jahrhunderts wies die Kirche große bauliche Schäden auf, sodass im Zusammenhang mit der ebenfalls notwendigen Vergrößerung wegen des Anwachsens der Gemeinde ein Neubau ins Auge gefasst werden musste.
Am 16. April 1792 begann der Abriss der alten Kirche und am 14. Mai 1792 wurde der Grundstein für die neue auf dem jetzigen zentralen Platz gelegt. Die Pläne stammten von dem Dresdner Architekten Christian Friedrich Schuricht. Die Bauhandwerker kamen aus der näheren Umgebung. Altar und Säulen führte ein Bildhauer Völler aus Böhmen aus. Die Orgel wurde durch die Werkstatt der Gebrüder Trampeli aus Adorf/Vogtl. erbaut. Die drei neuen Glocken kamen aus der Gießerei Ulrich in Laucha an der Unstrut. Die Kirche wurde am 1. November 1796 eingeweiht.
1832 musste der Turm witterungsbedingt restauriert werden, und die barocke Haube erhielt die für Zitzschen typische geschlossene Schieferdeckung. Anlässlich der 100-Jahr-Feier wurde die Kirche 1894 umfangreich renoviert, erhielt neues eichenes Gestühl, eine Kirchenheizung und wurde vom Maler Zander-Holle ausgemalt, unter anderem mit dem triumphierenden Christus als Deckengemälde auf dem Tonnengewölbe.
Dieser Zustand wurde bei den Renovierungen von 2007 und 2011 wiederhergestellt, nachdem die Orgel bereits von 1990 bis 1994 durch den Orgelbauer Georg Wünning aus Großolbersdorf restauriert worden war.

## Architektur

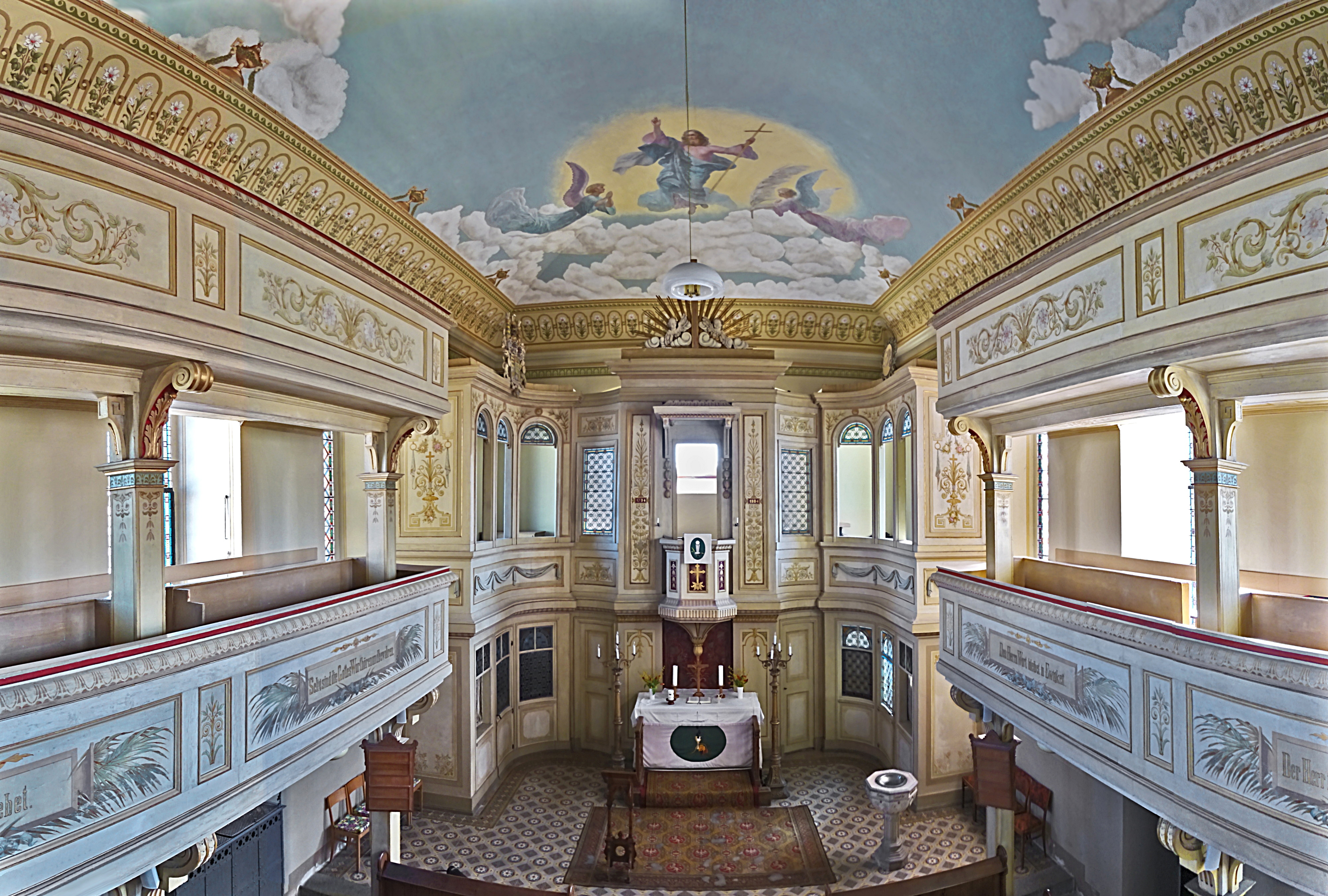
Innenansicht (2025)

Die etwa 30 Meter lange und 12 Meter breite Kirche ist ein Saalbau mit geradem Ostabschluss. Über einem Bruchsteinsockel erheben sich die verputzten Wände mit großen Rundbogenfenstern. An den turmseitigen Ecken des Walmdaches des Saales stehen zwei bauplastische Steinvasen. Weitere schmückende Fassadenelemente sind Nutungen und Eckquaderungen.
Der quadratische Turm besitzt im verjüngten Glockengeschoss abgeschrägte Ecken und eine Pilastergliederung. Den Turmabschluss bildet eine geschlossene, mit Schiefer belegte Haube, die wegen ihrer Form ein unverwechselbares Merkmal dieser Kirche ist.

## Ausstattung
Im Inneren befinden sich an drei Seiten zweigeschossige Emporen. Das Raumbild ist durch eine Restaurierung von 1894 geprägt. Der Kanzelaltar ist mit den flankierenden Betstuben und einer Patronatsloge aus den Jahren 1794/1894 zu einer gestalterischen Einheit verbunden.

## Orgel
Die Orgel wurde von Johann Gottlob Trampeli in den Jahren 1793–1795 erbaut. Sie ist eine der größten und weitgehend original erhaltenen Werke der Gebrüder Trampeli. Sie umfasst 25 Register auf zwei Manualen und Pedal. In der zweiten Hälfte des 19. Jahrhunderts wurden Änderungen an der Disposition insbesondere im Oberwerk vorgenommen, weiterhin wurden beide Zungenstimmen entfernt. Im Jahr 1917 mussten die Prospektpfeifen für Kriegszwecke abgegeben werden. Nach 1920 wurde ein Zinkprospekt eingebaut und das Werk durch Umhängen der Traktur tiefer gestimmt.
Im Jahr 1935 wurde durch Ladegast & Sohn ein Umbau vorgenommen. Im Jahr 1994 wurde die Orgel durch Georg Wünning nach Originaldisposition restauriert.
Ihre Disposition lautet:
| I Hauptwerk C–d3 |                |     |
| 1.               | Bordun         | 16′ |
| 2.               | Principal      | 08′ |
| 3.               | Viola da Gamba | 08′ |
| 4.               | Stark Gedackt  | 08′ |
| 5.               | Octave         | 04′ |
| 6.               | Rohrflöte      | 04′ |
| 7.               | Quinta         | 03′ |
| 8.               | Octava         | 02′ |
| 9.               | Flageolet      | 01′ |
| 10.              | Cornett III    |     |
| 11.              | Mixtur IV      |     |

| II Oberwerk C–d3 |                  |    |
| 12.              | Principal        | 8′ |
| 13.              | Quintatön        | 8′ |
| 14.              | Lieblich Gedackt | 8′ |
| 15.              | Principal        | 4′ |
| 16.              | Flauto amabile   | 4′ |
| 17.              | Nasat            | 3′ |
| 18.              | Octava           | 2′ |
| 19.              | Sifflöt          | 1′ |
| 20.              | Mixtur III       |    |
| 21.              | Vox humana       | 8′ |

| Pedal C–c1 |              |     |
| 22.        | Subbass      | 16′ |
| 23.        | Violonbass   | 16′ |
| 24.        | Octavenbass  | 08′ |
| 25.        | Posaunenbass | 16′ |

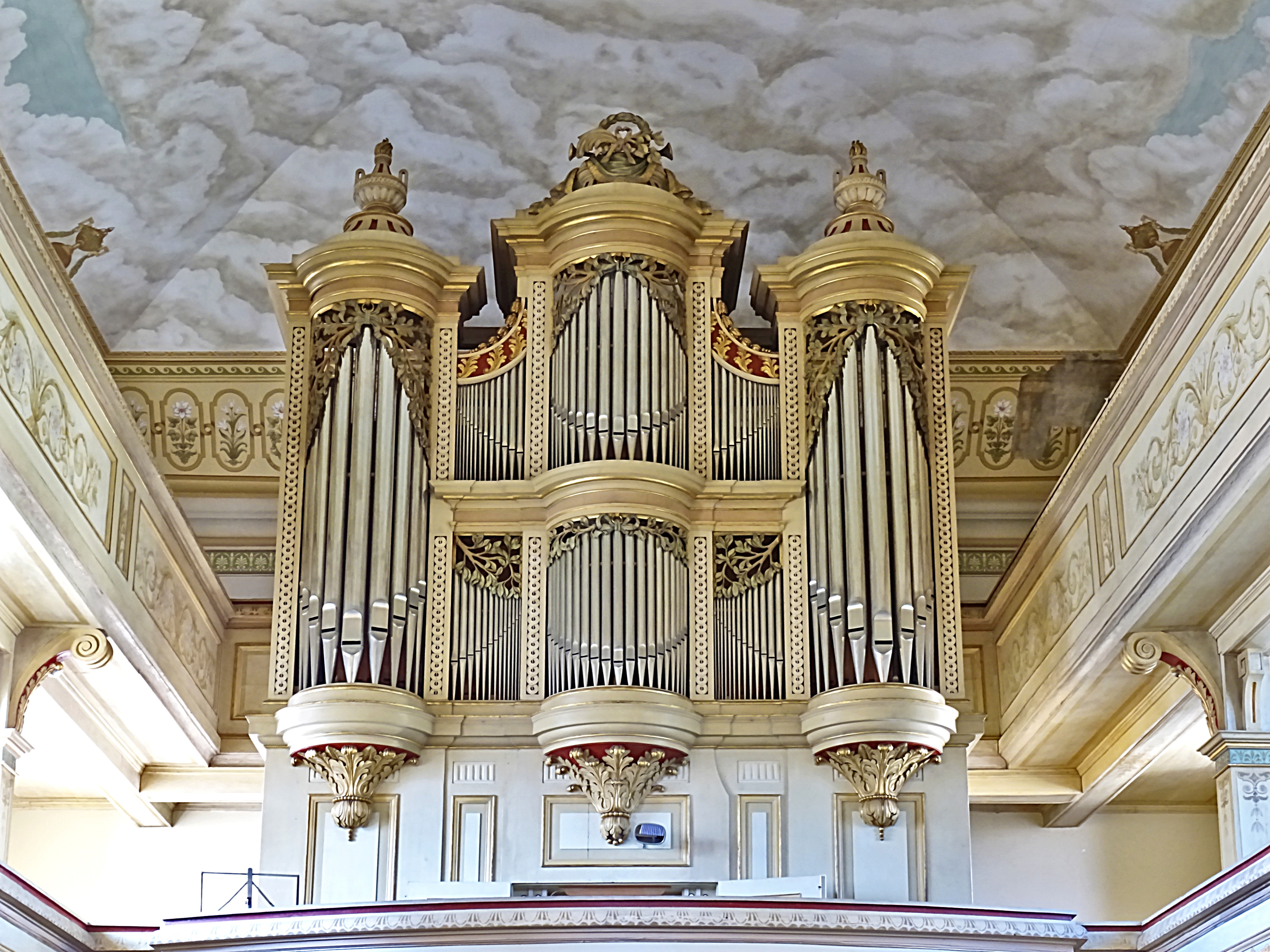
Die Trampeli-Orgel (2025)

- Koppeln: Manualschiebekoppel, Pedalkoppel
- Nebenregister: Tremulant zum Hauptwerk, Schwebung zum Oberwerk